# COMPUTEX TAIPEI

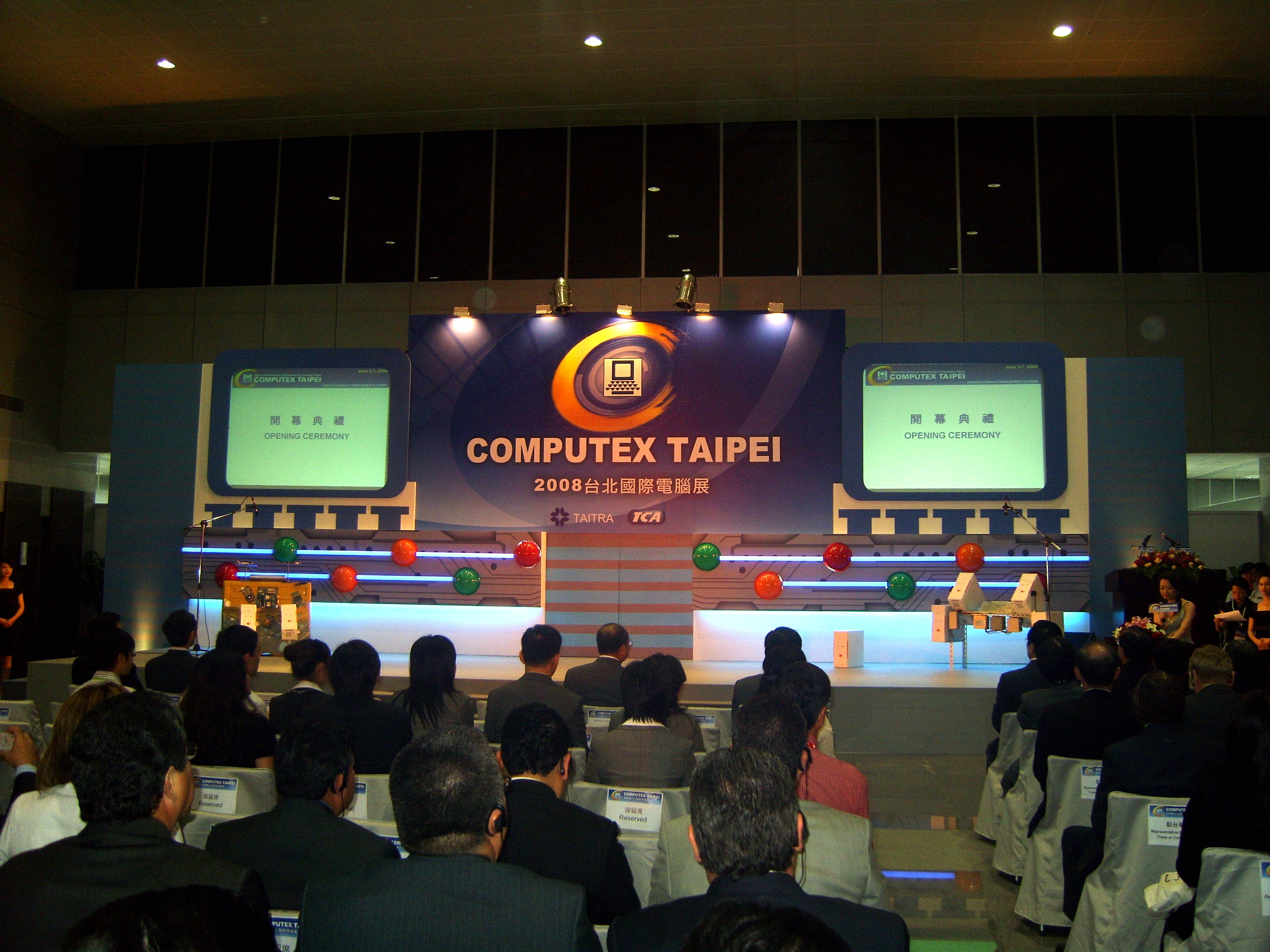
COMPUTEX 2008開催当日，開幕は台北南港展示ホール利用する

COMPUTEX TAIPEI（コンピュテックス タイペイ） または台北国際コンピュータ見本市（台北國際電腦展）は、台湾の台北市にある台北世界貿易センターで毎年6月上旬に行われているコンピュータ関連の見本市である。

## 概要
1981年、勃興期にあった台湾のコンピュータ企業が製品を展示する場として始まった。台湾のIT産業の成長に伴い規模も拡大され、今ではアジア最大、世界ではドイツのCeBITに次ぐ2番目の規模を誇る。インテル、AMD、ATI、NVIDIAなどの主要なメーカーが参加している。
台湾には、ハードウェア製造業者が多数存在するため、COMPUTEXは特にハードウェアの技術動向を見るのに適した場となっている。

## 開催実績
| 会期                   | 開催日数 | 出展社数 | 入場者数  | 備考                                             |
| ---------------------- | -------- | -------- | --------- | ------------------------------------------------ |
| 2001年6月4日 - 8日     | 5日間    | 社       | 人        |                                                  |
| 2002年6月3日 - 7日     | 5日間    | 社       | 人        |                                                  |
| 2003年9月22日 - 26日   | 5日間    | 1,241社  | 人        | 6月開催予定だったが、SARS問題によって延期        |
| 2004年6月1日 - 5日     | 5日間    | 1,347社  | 118,052人 | 展示会場面積58,730平方メートル                   |
| 2005年5月31日 - 6月4日 | 5日間    | 社       | 人        |                                                  |
| 2006年6月6日 - 10日    | 5日間    | 社       | 人        |                                                  |
| 2007年6月5日 - 9日     | 5日間    | 社       | 人        |                                                  |
| 2008年6月3日 - 7日     | 5日間    | 社       | 人        | 一部は、南港展示ホールを新たに使うようになった。 |
| 2009年6月2日 - 6日     | 5日間    | 社       | 人        |                                                  |
| 2010年6月1日 - 5日     | 5日間    | 社       | 人        |                                                  |
| 2011年5月31日 - 6月4日 | 5日間    | 社       | 人        |                                                  |
| 2012年6月5日 - 9日     | 5日間    | 1,796社  | 130,013人 | 展示会場面積110,000平方メートル。                |
| 2013年6月4日 - 8日     | 5日間    | 社       | 人        |                                                  |
| 2014年6月3日 - 7日     | 5日間    | 社       | 人        |                                                  |
| 2015年6月2日 - 6日     | 5日間    | 社       | 人        |                                                  |
| 2016年5月31日 - 6月4日 | 5日間    | 社       | 人        |                                                  |
| 2017年5月30日 - 6月3日 | 5日間    | 社       | 人        |                                                  |
| 2018年6月5日 - 9日     | 5日間    | 社       | 人        |                                                  |
| 2019年5月28日 - 6月1日 | 5日間    | 社       | 人        |                                                  |